# Sentral Baru
Sentral Baru is een bestuurslaag in het regentschap Rejang Lebong van de provincie Bengkulu, Indonesië. Sentral Baru telt 1059 inwoners (volkstelling 2010).